# Agelastes
Genre
Agelastes est un genre d'oiseaux de la famille des Numididae.

## Liste d'espèces
Selon la classification de référence du Congrès ornithologique international (version 15.1, 2025) :
- Agelastes meleagrides Bonaparte, 1850 — Pintade à poitrine blanche ;
- Agelastes niger (Cassin, 1857) — Pintade noire.

## Répartition
Les espèces de ce genre se rencontrent en Afrique centrale et de l'Ouest.